# Valeria Solovyeva
Valeria Solovyeva (Saratov, 3 de Novembro de 1992) é uma tenista profissional russa inativa. Não joga desde julho de 2018 nem declarou aposentadoria.

## WTA finais

### Duplas (2–3)
| Legenda                             |
| ----------------------------------- |
| Grand Slam (0–0)                    |
| WTA Tour (0–0)                      |
| Premier Mandatory & Premier 5 (0–0) |
| Premier (0–0)                       |
| International (2–3)                 |

| Finais por Piso |
| --------------- |
| Duro (1–1)      |
| Saibro (1–2)    |
| Grama (0–0)     |
| Carpete (0–0)   |

| Posição | N. | Data           | Torneio                                          | Piso       | Parceira        | Oponentes                                | Placar                |
| ------- | -- | -------------- | ------------------------------------------------ | ---------- | --------------- | ---------------------------------------- | --------------------- |
| Campeã  | 1. | 28 Julho 2012  | Baku Cup, Baku, Azerbaijão                       | Duro       | Irina Buryachok | Eva Birnerová Alberta Brianti            | 6–3, 6–2              |
| Vice    | 1. | 5 Janeiro 2013 | Shenzhen Open, Shenzhen, China                   | Duro       | Irina Buryachok | Chan Hao-ching Chan Yung-jan             | 0–6, 5–7              |
| Vice    | 2. | 14 Abril 2013  | Katowice Open, Katowice, Polônia                 | Saibro (i) | Raluca Olaru    | Lara Arruabarrena Lourdes Domínguez Lino | 4–6, 5–7              |
| Campeã  | 2. | 15 Junho 2013  | Nürnberger Versicherungscup, Nuremberg, Alemanha | Saibro     | Raluca Olaru    | Anna-Lena Grönefeld Květa Peschke        | 2–6, 7–6(7–3), [11–9] |
| Vice    | 3. | 3 Maio 2014    | Portugal Open, Oeiras, Portugal                  | Saibro     | Eva Hrdinová    | Cara Black Sania Mirza                   | 4–6, 3–6              |

## Junior Grand Slam finais

### Duplas
| Posição | Ano  | Campeonato | Piso | Parceira        | Oponentes                            | Placar           |
| ------- | ---- | ---------- | ---- | --------------- | ------------------------------------ | ---------------- |
| Campeã  | 2009 | US Open    | Duro | Maryna Zanevska | Elena Bogdan Noppawan Lertcheewakarn | 1–6, 6–3, [10–7] |